# Wilhelm Klemm
Wilhelm Karl Klemm (Góra, 5 gennaio 1896 – Danzica, 24 ottobre 1985) è stato un chimico tedesco.

## Biografia
Klemm studiò chimica all'Università di Breslavia dal 1919 al 1923, laureandosi avendo come professore Heinrich Biltz. Conseguì il dottorato all'Università di Hannover, dove nel 1927 ricevette l'abilitazione nel campo della chimica inorganica e nel 1929 venne nominato professore associato. Nel 1933 accettò una cattedra presso l'Università Tecnica di Danzica, dove fino al 1945 diresse il Dipartimento di Chimica Inorganica. Negli anni 1944-45 fu prorettore dell'Università e diresse la sua evacuazione da Danzica.
Dopo essere sopravvissuto alla denazificazione - Klemm fu membro del NSDAP e sostenitore delle SS - nel 1947 si trasferì a Kiel e dal 1951 fino al suo ritiro lavorò a Münster. Wilhelm Klemm divenne noto non solo per i suoi meriti scientifici, ma soprattutto come influente dirigente della ricerca scientifica. Fu presidente della Società Chimica Tedesca, rettore dell'Università di Münster e direttore di diversi comitati del DFG. Dal 1965 al 1967 è stato presidente della IUPAC. Ha ricevuto diverse lauree ad honorem e riconoscimenti vari. Nel 1966 è stato insignito Gran Croce a Merito della Repubblica federale di Germania.
Klemm morì il 24 ottobre 1985 a Danzica. È sepolto nel cimitero di Münster.

## Attività scientifica
Klemm è noto principalmente per il suo contributo dato alla magnetochimica durante gli anni 1920. Tutta la sua carriera scientifica fu dedicata a tematiche di chimica inorganica e di chimica fisica. Ha affinato i concetti elaborati da Eduard Zintl sulla struttura dei composti intermetallici. Nell'istituto da lui diretto all'Università di Münster, nel 1962, in contemporanea con un gruppo americano di Rudolf Hoppe, furono ottenuti i primi composti ricavati dai gas nobili.